# Бургиньон-ле-ла-Шарите
Бургиньо́н-ле-ла-Шарите́ (фр. Bourguignon-lès-la-Charité) — коммуна во Франции, находится в регионе Бургундия — Франш-Конте. Департамент — Верхняя Сона. Входит в состав кантона Се-сюр-Сон-э-Сент-Альбен. Округ коммуны — Везуль.
Код INSEE коммуны — 70088.

## География
Коммуна расположена приблизительно в 310 км к юго-востоку от Парижа, в 30 км севернее Безансона, в 19 км к юго-западу от Везуля.
По территории коммуны протекает река Ромен.

## Население
Население коммуны на 2010 год составляло 142 человека.
| 1962 | 1968 | 1975 | 1982 | 1990 | 1999 | 2010 |
| ---- | ---- | ---- | ---- | ---- | ---- | ---- |
| 134  | 128  | 119  | 125  | 114  | 126  | 142  |

## Администрация
| Период | Период | Фамилия         | Партия | Примечания |
| ------ | ------ | --------------- | ------ | ---------- |
| 2001   | 2008   | Даниель Крюсере |        |            |
| 2008   | 2014   | Даниель Дегре   |        |            |

## Экономика

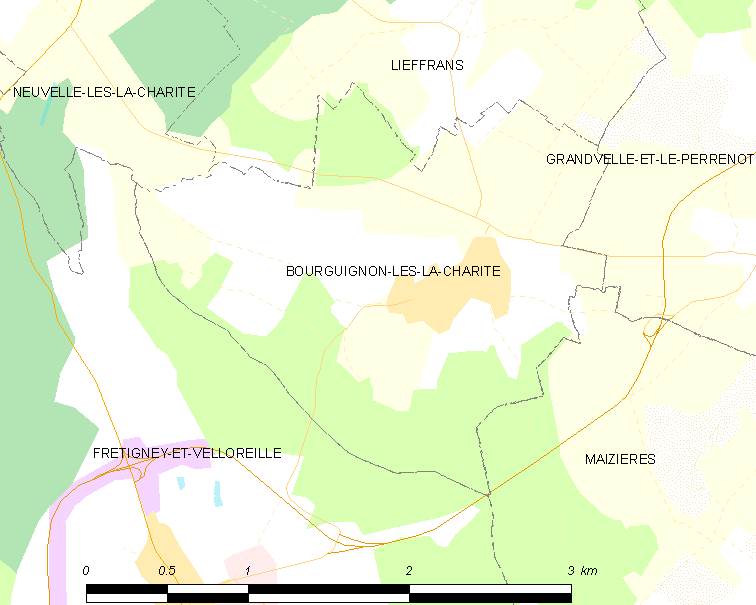
Карта коммуны

В 2010 году среди 84 человек трудоспособного возраста (15—64 лет) 65 были экономически активными, 19 — неактивными (показатель активности — 77,4 %, в 1999 году было 55,3 %). Из 65 активных жителей работали 61 человек (38 мужчин и 23 женщины), безработных было 4 (0 мужчин и 4 женщины). Среди 19 неактивных 4 человека были учениками или студентами, 8 — пенсионерами, 7 были неактивными по другим причинам.